# Chemins de fer du Doubs
La compagnie des Chemins de fer du Doubs (CFD)  a créé et exploité un réseau de chemin de fer à voie métrique dans le département du Doubs (région Bourgogne-Franche-Comté) entre 1910 et 1945. Après cette date, elle est intégrée à la régie départementale des transports du Doubs.

## Histoire

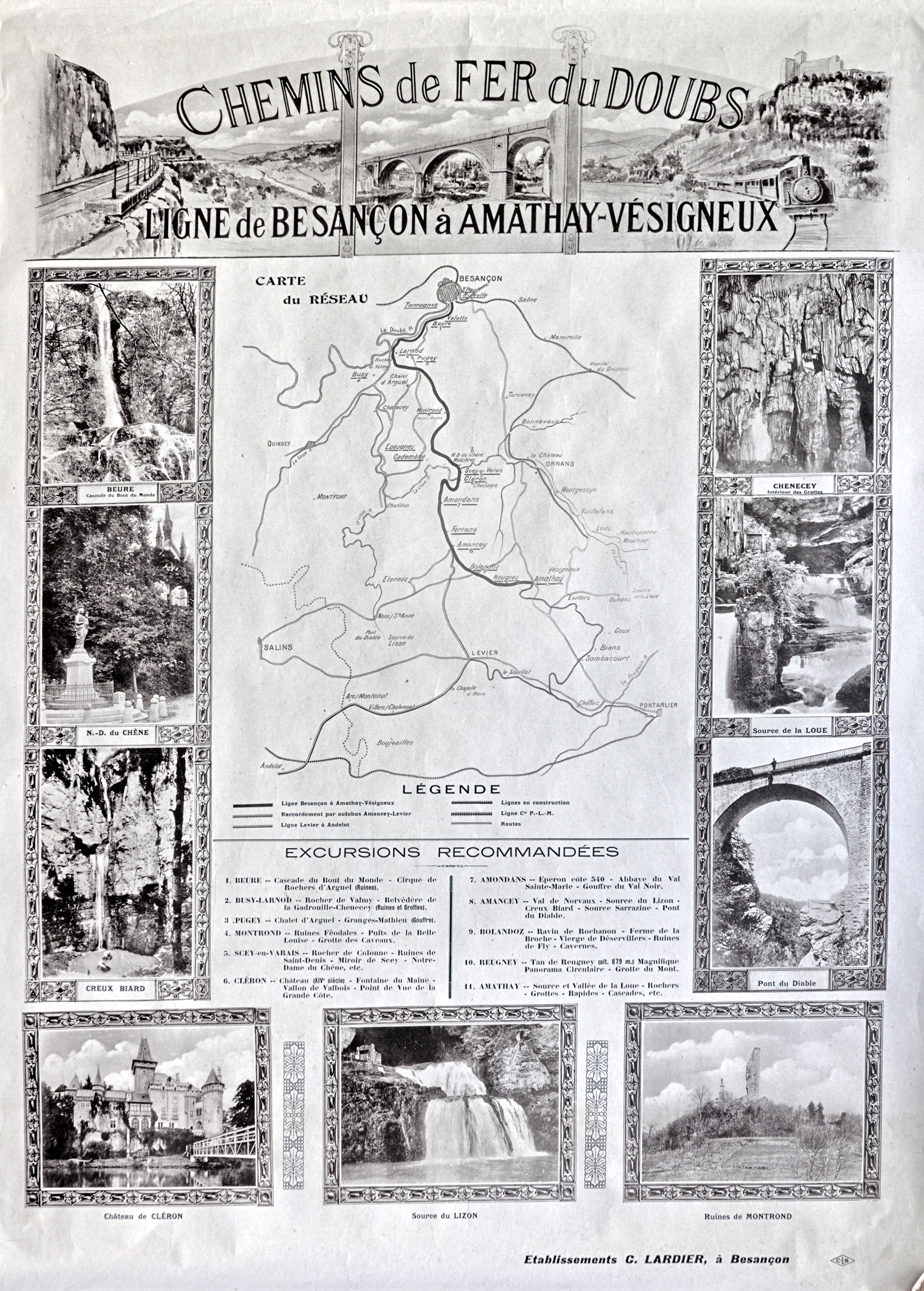
Affiche des Chemins de fer du Doubs dont l'original se trouve au musée du Tacot à Cléron.

La Compagnie des chemins de fer du Doubs (CFD) se constitue le 24 juin 1908 à Paris. Elle se substitue à Mrs Laborie frères.
En 1927, la CFD reçoit en affermage les lignes d'une compagnie voisine rachetée par le département: La  Compagnie du tramway de Pontarlier à Mouthe et extensions (PM).

En 1935, elle absorbe la  Compagnie du chemin de fer d'intérêt local d'Andelot à Levier et extensions.

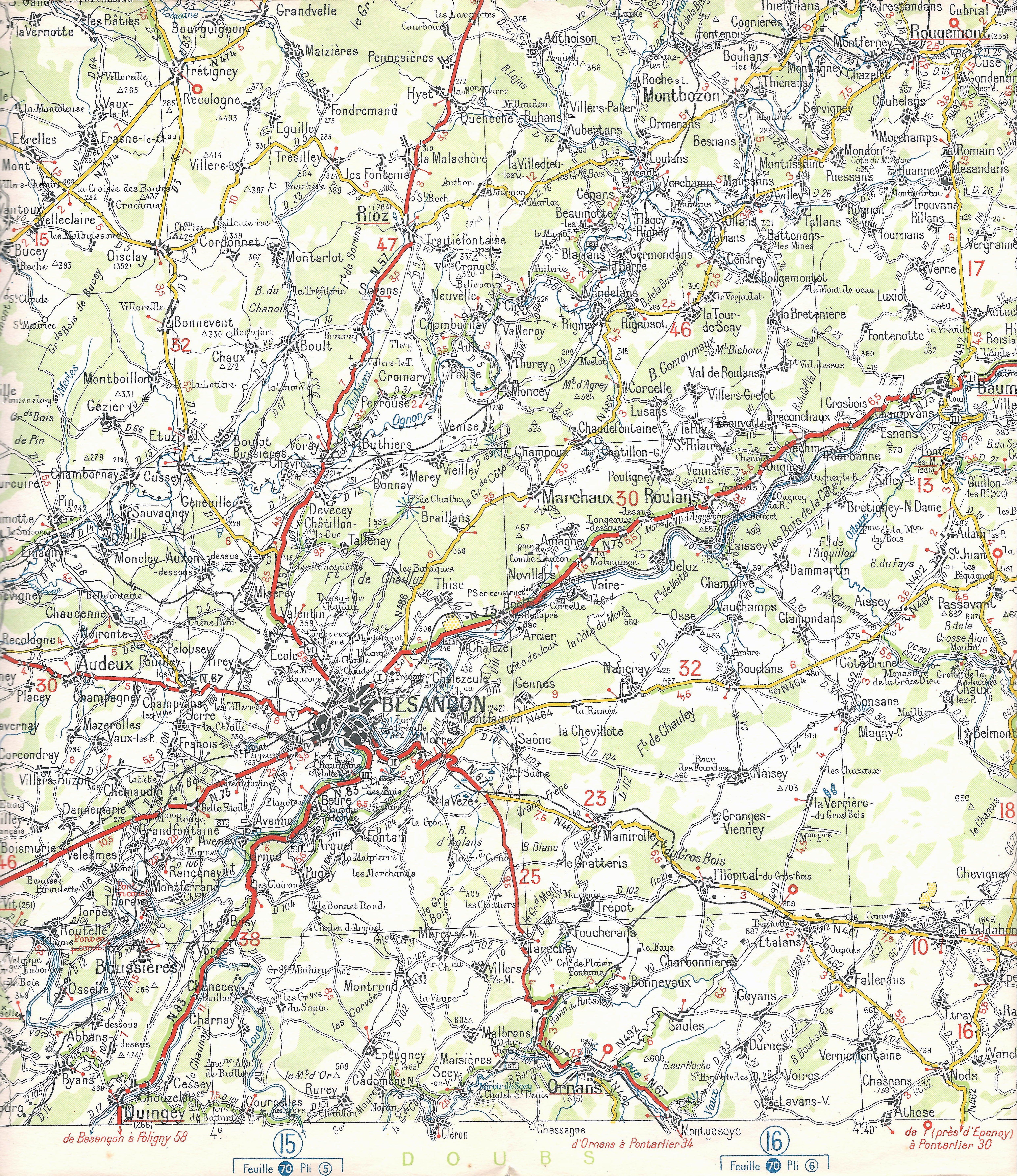
Une partie de la ligne Besançon - Amathay-Vesigneux est visible sur la carte Michelin de 1940.

Le réseau de la compagnie des CFD comprenait initialement une ligne:
- Besançon - Amathay-Vesigneux (47,2 km), ouverture le 1er septembre 1910[2], fermeture en 1951.

La ligne partait initialement de la gare Saint-Paul près du pont de la République et d'un arrêt du tramway, et gagnait 900 m plus loin la gare de Rivotte avant de passer en tunnel sous la citadelle pour atteindre le faubourg de Tarragnoz et se diriger sur Larnod via Beure et la côte du Comice qui lui permettait d'atteindre le premier plateau puis sa destination finale après avoir traversé la vallée de la Loue à Cléron.
La compagnie construit  ensuite deux lignes concédées initialement à la compagnie Pontarlier - Mouthe (PM) :
- Amathay-Vésigneux - Entreportes (19 km), ouverture en 1930[6] avec le percement du tunnel des Essarts sur la commune d'Amathay-Vésigneux.
- Levier - Entreportes - Pontarlier (23 km), ouverture en 1930[7].

On pouvait alors joindre Besançon à Pontarlier ou Levier par un trajet d'environ trois heures.

## Lignes

### Chemins de fer secondaires
- Andelot - Levier ;
- Besançon - Pontarlier ;
- Morteau - Trévillers.

### Tramway
- Pontarlier - Foncine-le-Haut.

## Infrastructure

### Ouvrages d'art
- Un tunnel à Besançon sous la Citadelle[8], le tunnel de Tarragnoz, long de 464 m.
- Deux viaducs sur la commune de Cléron : 
  - Un sur la Loue[9] de 65m de long avec deux arches principales de plein cintre de 19m chacune et deux autres plus petites (7m) de chaque côté. Le tablier est légèrement en pente côté gauche de la Loue.
  - Un qui enjambe le ruisseau de Norvaux et la RD 9[10] : légèrement courbe , il est de constitué d'une arche en anse de panier sur la route et de 6 arches de plein cintre pour une longueur totale de 125m.
- Le tunnel des Essarts[11] sur la commune d'Amathay-Vésigneux, long de 198 m.

## Matériel roulant

### Locomotives à vapeur
- N° 1, locomotive 130T Corpet-Louvet 1910, N° constructeur (1208/1910)
- N° 2 à 4, locomotives 130T Corpet-Louvet 1910, N° constructeur (1276 à 1278/1910)
- N° 5, locomotive 130T Corpet-Louvet 1910, N° constructeur (1303/1910)

Le parc a été renforcé dès le mois de novembre 1940 par 2 locomotives de type 130T, l’une provenant des Chemins de fer du Centre (Loire) et l’autre de la SE Allier. Puis au mois de mars 1943 d’une troisième locomotive 130T provenant des Chemins de fer du Centre (Loire) et enfin une quatrième 130T provenant elle aussi des Chemins de fer du Centre (Loire) qui a la fin servait de pièces détachées. Toutes les quatre étaient déjà sur les RFC (chemins de fer Régionaux de Franche-Comté) depuis le mois de mars 1939.
• N° 50-52-53, locomotive 130T Decauville de 1910/1911
• N°3616, locomotive 130T Buffaud et Robatel de 1912

## Musée
Un musée est consacré aux chemins de fer du Doubs à Cléron, le musée du Tacot. Le musée a été créé par Claude Lornet, ancien maire de Cléron, mais surtout fils de cheminot. Ses deux parents étaient en effet cheminots à la compagnie des chemins de fer du Doubs. On peut y voir de nombreux objets historiques ainsi que des maquettes, et surtout une importante collection de cartes postales et photographies mettant en scène la vie de la ligne Besançon-Amathay-Vesigneux.

## Galerie

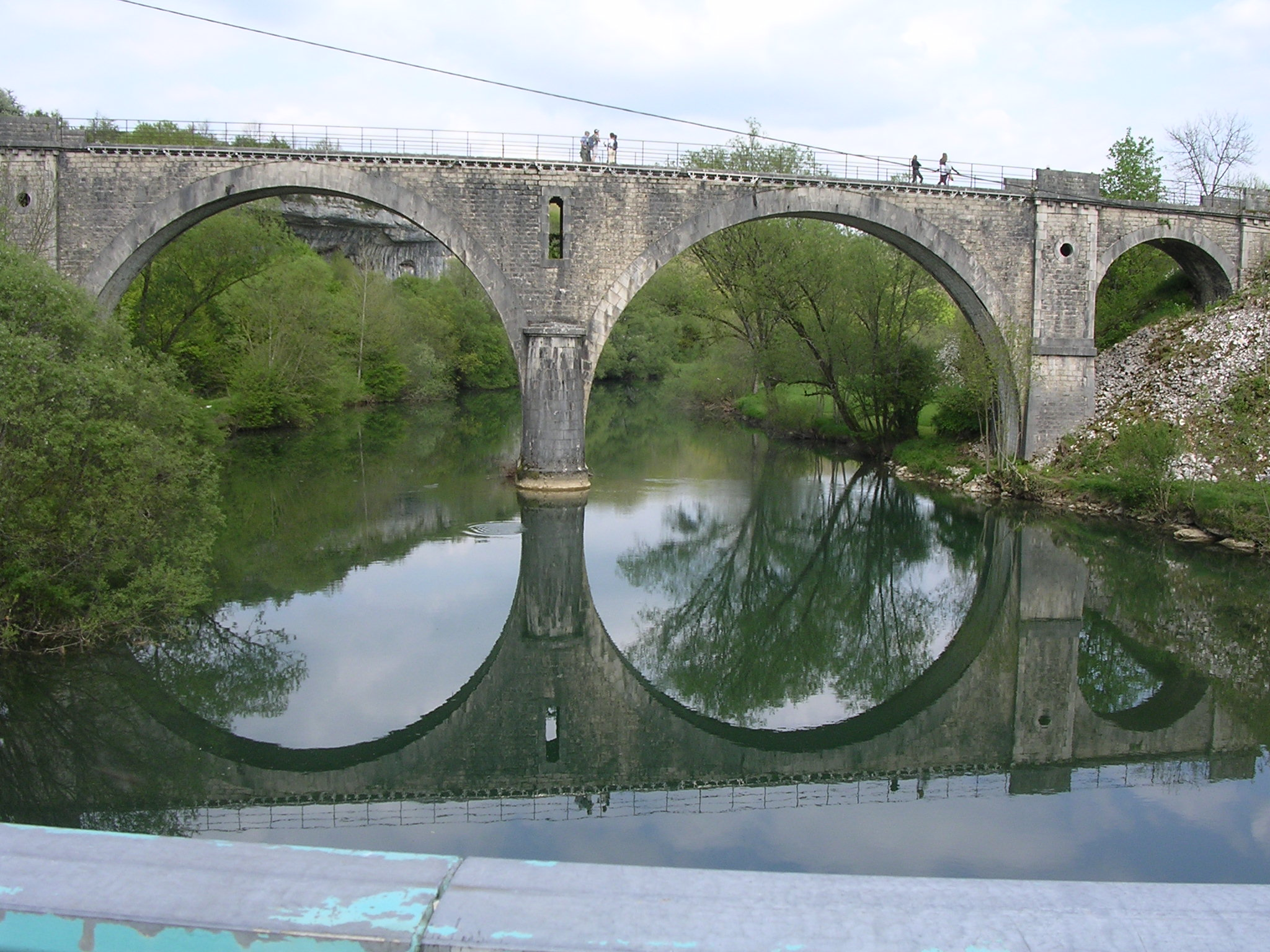
Viaduc de Cléron sur la Loue.
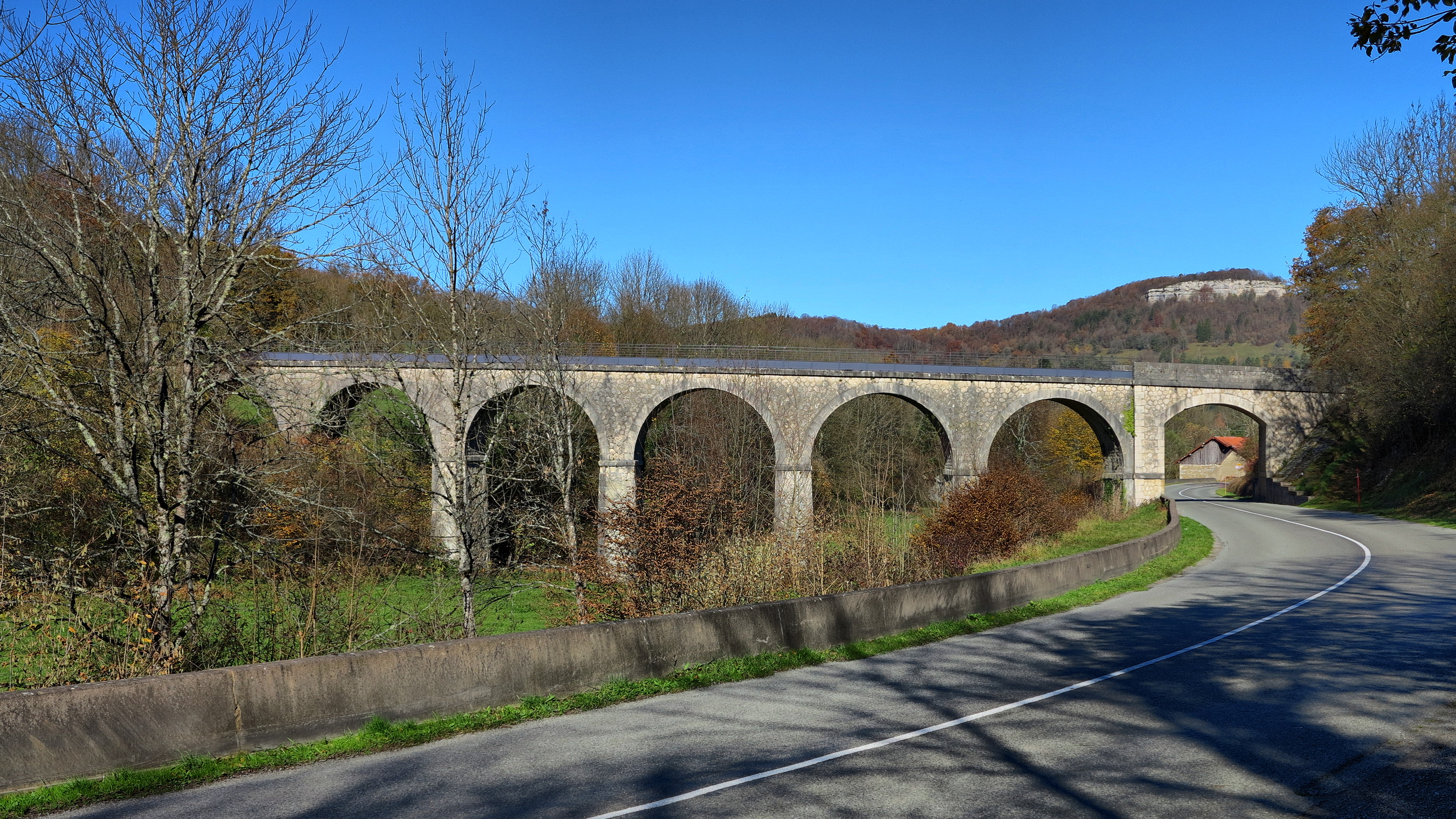
Viaduc de Cléron sur la vallée de Norvaux.
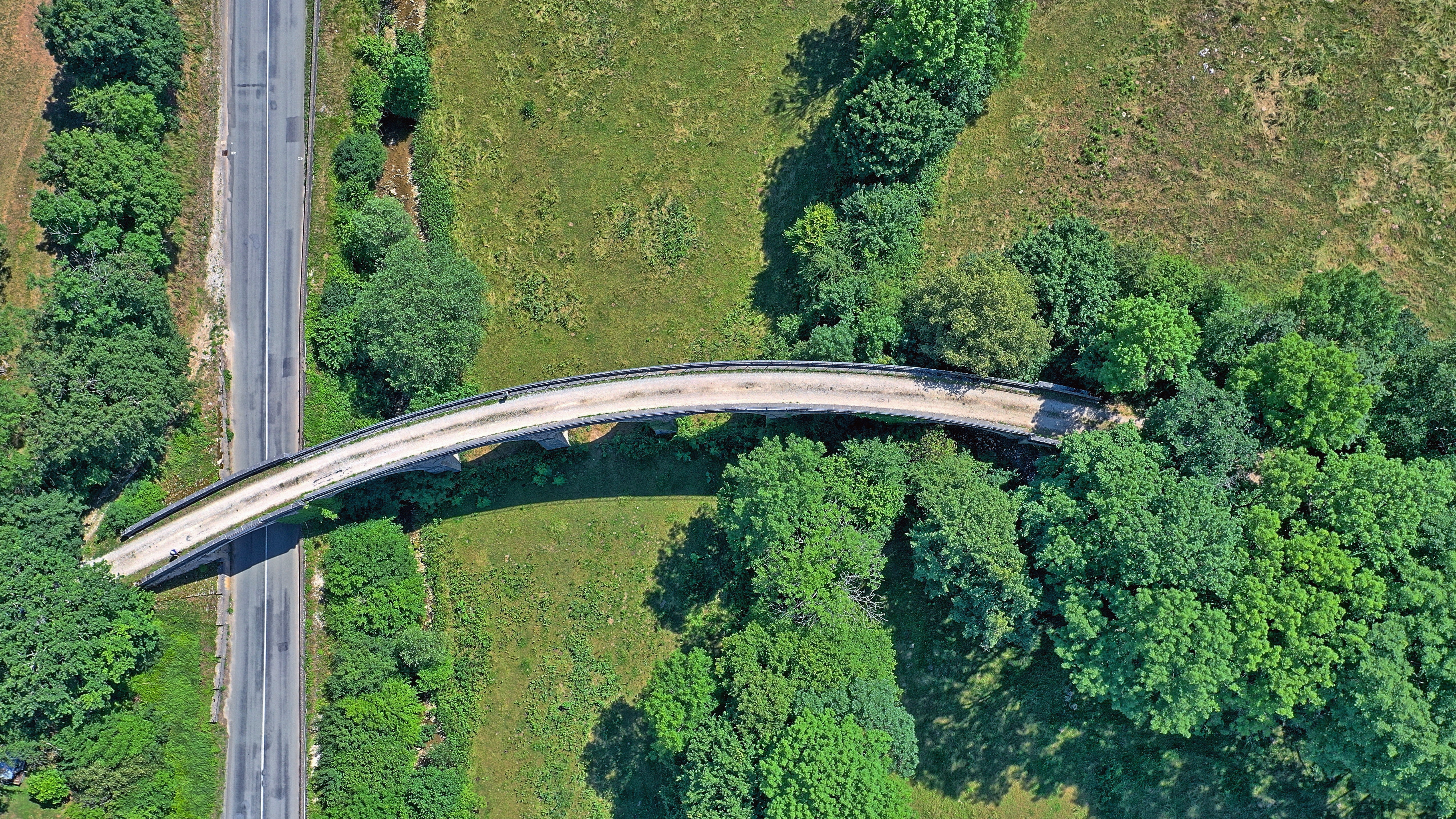
Viaduc sur la vallée de Norvaux vu de dessus.
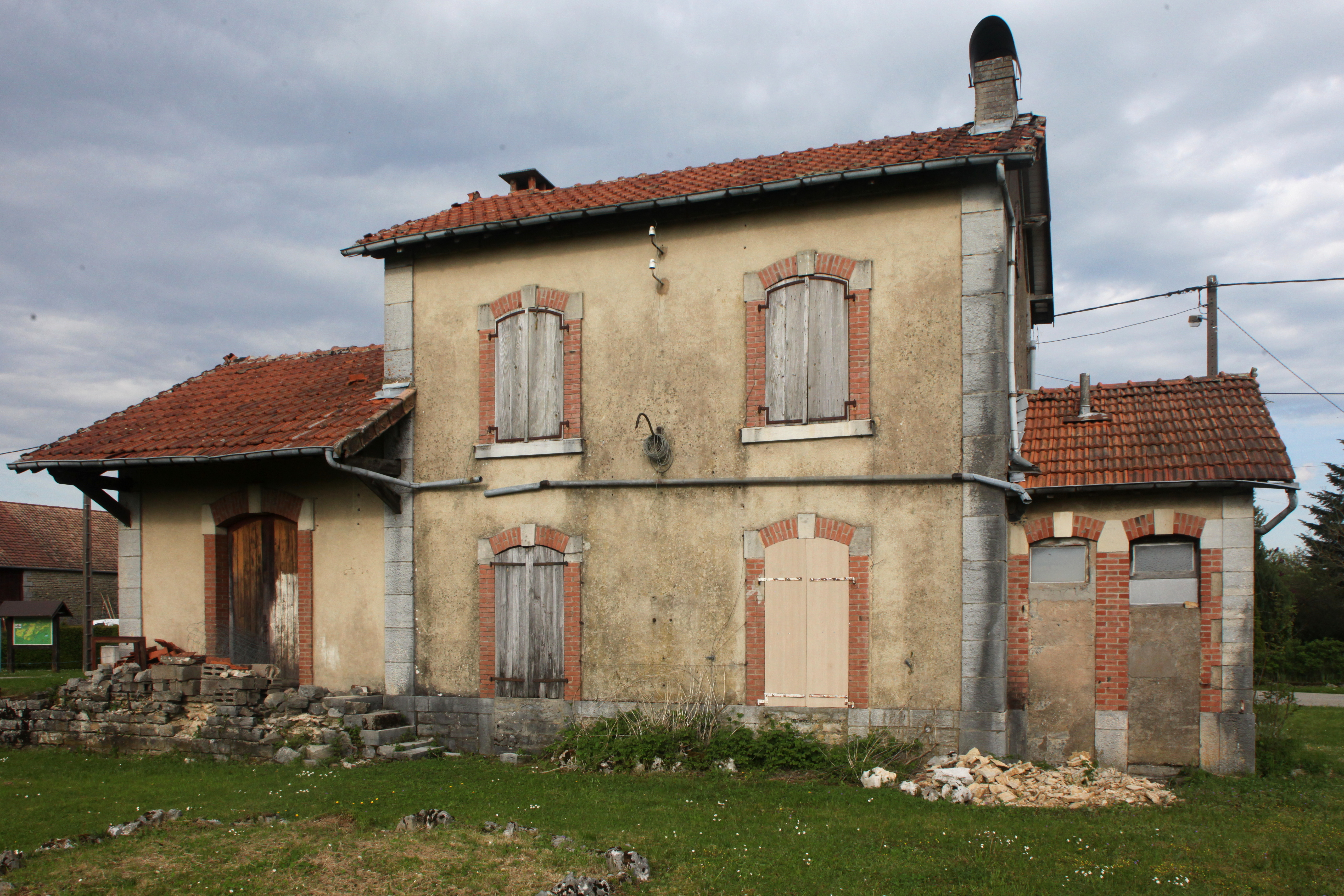
Ancienne gare de Montrond-le-Château.